# Sten Söderström
Sten Bertil Söderström, född 1 april 1934 i Stockholm, död 20 september 2014 i Visby, var en svensk arkitekt.
Söderström, som var son till kamrer Nils Söderström och Brita Wesén, avlade studentexamen 1954 och utexaminerades från Chalmers tekniska högskola 1958. Han anställdes därefter som arkitekt på White Arkitektkontor AB, där han tjänstgjorde i Göteborg 1958–1964, i Västerås 1964–1967 och i Stockholm från 1967. Han var även assistent vid Chalmers tekniska högskola 1962–1964 och vid Kungliga Tekniska högskolan 1967–1968.